# Who Is It
Who Is It (englisch für „Wer ist es“) ist ein R&B-Song von Michael Jackson. Er wurde im Juli 1992 (USA: März 1993) als vierte Single aus dem Album Dangerous ausgekoppelt und erreichte in zehn Staaten die Top-10 der Charts.

## Geschichte
Who Is It wurde von Michael Jackson geschrieben und von diesem mit Bill Bottrell produziert. Ursprünglich wurde der Song als Bonustrack für die nie veröffentlichte Kompilation Decade 80s-90s geschrieben und dann für Dangerous übernommen. Ursprünglich als dritte Single geplant, erschien Who Is It international erst als vierte Single. Eigentlich sollte der Song nicht in den USA veröffentlicht werden. Nach der positiven Resonanz über eine spontane A cappella von Jackson im Interview mit Oprah Winfrey wurde der Song dort kurzerhand Anfang 1993 statt Give In to Me als Single veröffentlicht.
Der Song wurde nie live gespielt, allerdings war es geplant und bereits einstudiert, eine Instrumentalversion auf der This-Is-It-Konzertserie ab 2009 zu verwenden, die jedoch aufgrund des Todes von Jackson nicht mehr stattfand.

## Inhalt

### Text
Who Is It handelt von einer Person (dem lyrischen Ich), die von ihrer Geliebten verlassen wurde.

### Musik
Who Is It ist eins der ruhigeren und introvertierteren Stücke auf dem Album Dangerous. Die Aufnahme der Ballade wurde von einem akustischen Orchester begleitet, besonders die Cello- und Querflötenklänge stechen hier hervor. Darüber wurden zusätzlich zahlreiche Keyboard-Flächen gelegt, was dem Song eine eigentümlich hybride Stimmung zwischen organischer und synthetischer Popmusik verleiht. Hinzu kommen die für den Contemporary R&B und New Jack Swing der frühen 90er Jahre typischen, stark akzentuierten Drumcomputer-Beats, die eins von Jacksons Markenzeichen darstellen und die Black Music der folgenden Jahre in höchstem Maße prägen sollten. Das Stück ist in d-Moll geschrieben und in moderatem Tempo von 103 Schlägen in der Minute gehalten.

## Musikvideo
Das Musikvideo wurde von David Fincher gedreht. Produzenten waren Gregg Fienberg und Reid Shane. Außerdem war Jordan Croneweth am Musikvideo beteiligt. Es zeigt Jackson offenbar über seine Freundin singend. Er findet eine silberne Namensplakette mit dem Namen Alex darauf, anscheinend ein Geliebter seiner Freundin. Es stellt sich heraus, dass dies nicht stimmt und Alex ein Name von einer von mehreren anderen Identitäten ist, die das Mädchen benutzt, welche als Edelprostituierte tätig ist. Am Ende verlässt Jackson per Helikopter die Stadt. Das Mädchen kommt zu Jacksons Haus mit der Bitte eingelassen zu werden, Jacksons Assistent, der weiß, dass dieser die Stadt verlassen hat, schüttelt auf ihre Anfrage den Kopf. Als sie nach dem Warum fragt, zeigt ihr der Assistent eine ganze Anzahl von silbernen Plaketten, inklusive der mit dem Namen Alex. Das Mädchen nickt und geht weg. Die Darstellerin war das Model Yasmin Le Bon. Das Musikvideo wurde in Los Angeles gedreht, außer die Helikopter-Szene, welche auf der Neverland-Ranch entstand. Jackson selbst lehnte das Originalvideo ab und stoppte bereits kurz nach Veröffentlichung die Ausstrahlung.
Eine bearbeitete Version ist auf den DVDs Dangerous: The Short Films und Michael Jackson’s Vision enthalten.

## Kritiken
Larry Flick vom Billboard Magazine bezeichnete Who Is It als brillanten Song mit tiefen Synthesizern, einem starren Rhythmus, hochdramatischen Vocals und einer Hook, die an Billie Jean erinnere. Die Website Popkultur.de wählte Who Is It auf Rang 95 der besten Songs des Jahres 1992.

## Charts und Chartplatzierungen

### Verkaufs- bzw. Singlecharts
Who Is It erreichte die Top 10 der Charts in Großbritannien (Platz 10), Norwegen (Platz 10), Deutschland (Platz 9), Belgien (Platz 9), Frankreich (Platz 8), Griechenland (Platz 7), Kanada (Platz 6), Irland (Platz 6), Österreich (Platz 5) und Simbabwe (Platz 1). In den europäischen Single-Charts platzierte sich Who Is It auf Rang 8 und hielt sich insgesamt 16 Wochen in den Top 100.
| ChartsChartplatzierungen             | Höchstplatzierung | Wochen |
| ------------------------------------ | ----------------- | ------ |
| Deutschland (GfK)                    | 9 (11 Wo.)        | 11     |
| Österreich (Ö3)                      | 5 (8 Wo.)         | 8      |
| Schweiz (IFPI)                       | 14 (14 Wo.)       | 14     |
| Vereinigtes Königreich (OCC)         | 10 (7 Wo.)        | 7      |
| Vereinigte Staaten (Billboard)       | 14 (18 Wo.)       | 18     |
| Vereinigte Staaten (Billboard R&B)   | 6 (20 Wo.)        | 20     |
| Vereinigte Staaten (Billboard Dance) | 1 (9 Wo.)         | 9      |

| ChartsJahrescharts (1992) | Platzierung |
| ------------------------- | ----------- |
| Deutschland (GfK)         | 49          |

| ChartsJahrescharts (1993)          | Platzierung |
| ---------------------------------- | ----------- |
| Vereinigte Staaten (Billboard R&B) | 88          |

### Airplay-Charts
Who Is It erreichte in den USA Platz 14 der Airplay-Charts und hielt sich 18 Wochen in den Top 75 sowie R&B/Hip-Hop-Airplay-Charts Platz 10, wo sich der Song 20 Wochen in den Top 75 hielt. In den europäischen Airplay-Charts erreichte Who Is It Platz 3 und konnte sich in den Top-40 insgesamt 14 Wochen halten. Höhere nationale Platzierungen gelangen dort in den Niederlanden (Platz 10), Deutschland (Platz 8), Spanien (Platz 6), Schweden (Platz 5), Norwegen (Platz 5) und Großbritannien (Platz 2).
Außerdem platzierte sich der Song auf Rang 13 der Airplay-Jahrescharts des Jahres 1992 in Europa. In den Airplay-Jahrescharts im selben Jahr gelangen Who Is It außerdem in Zentraleuropa (ausgewertet wurden hierfür Deutschland, Österreich, Luxemburg und in der Deutschschweiz) Rang 10 und in Ost-Zentraleuropa (ausgewertet wurden hierfür die Tschechoslowakei, Ungarn und Polen) sogar Rang 9.

## Titelliste der Single
| 7"-Single – 9:39 1. Who Is It (7" Edit with Intro) – 4:10 2. Rock with You (Masters at Work Remix) – 5:29 CD-Single – 21:04 1. Who Is It (The Most Patiente Mix) – 7:44 2. Who Is It (IHS Mix) – 7:58 3. Who Is It (Roger’s Underground Club Solution) – 6:22 CD-Maxi – 32:58 bzw. 33:45 1. Who Is It (7" Edit with Intro) – 4:10 2. Who Is It (The Most Patient Mix) – 7:44 3. Who Is It (IHS Mix) – 7:58 4. Who Is It (P-Man Dub) – 7:31 5. Rock with You (Masters at Work Remix) – 5:29 oder Don’t Stop ’Til You Get Enough (Roger's Underground Club Solution) – 6:22 | CD-Maxi (Erstveröffentlichung: 1993) – 25:31 1. Who Is It (7" Edit with Intro) – 4:00 2. Who Is It (Patience Edit) – 4:01 3. Who Is It (House 7") – 3:55 4. Who Is It (Brother’s In Rythm House Mix) – 7:13 5. Beat It (Moby’s Sub Mix) – 6:22 12"-Maxi – 30:57 1. Who Is It (Patience Mix) – 7:44 2. Who Is It (The Most Patient Mix) – 7:44 3. Who Is It (IHS Mix) – 7:58 4. Who Is It (P-Man Dub) – 7:31 Limited Edition 12"-Maxi – 34:31 1. Who Is It (Brothers in Rhythm House Mix) – 7:11 2. Who Is It (Tribal) – 7:39 3. Who Is It (Brothers Cool Dub) – 5:47 4. Who Is It (Lakeside Dub) – 7:36 5. Beat It (Moby’s Sub Mix) – 6:18 |

## Besetzung
- Komposition – Michael Jackson
- Executive Producer – Michael Jackson
- Produktion – Michael Jackson, Bill Bottrell
- Solo, Sopran, Background Vocals – Michael Jackson
- Sopran Vocals – Linda Harmon
- Schlagzeug – Bryan Loren
- Schlagzeug, Synthesizer – Bill Bottrell
- E-Bass – Louis Johnson
- Keyboards – Brad Buxer, Michael Boddicker, David Paich, Steve Porcaro, Jai Winding
- Violine – Endre Granat
- Violoncello – Larry Corbett
- Tontechnik – Bill Bottrell